# Rőczey Ferenc
Id. Rőczey Ferenc (Budapest, 1927. november 9. – 2021. április 23. vagy előtte) miskolci zongoraművész, zenepedagógus.

## Élete, munkássága
1948 és 1956 között végezte zenei tanulmányait a budapesti Liszt Ferenc Zeneművészeti Főiskolán, ahol zongorát Horusitzky Zoltántól, zeneszerzést Sugár Rezsőtől tanult. 1954-ben szerezte meg zongoratanári, 1956-ban pedig zongoraművészi diplomáját. Budapesti és szombathelyi tanárkodás után 1957-ben került Miskolcra, ahol 1967-ig a zenei szakközépiskolában, ezt követően pedig a budapesti főiskola miskolci tagozatán (ma a Miskolci Egyetem Bartók Béla Zeneművészeti Intézete) oktatott zongorát. Docensi működése után 1985-ben főiskolai tanár lett. 
Oktatói munkájához tartozott a megyei zeneiskolákban végzett szakfelügyelői tevékenysége, de fontos feladatának tekintette a zenei ismeretterjesztést is. E tevékenységét ismerték el az Oktatásügy kiváló dolgozója kitüntetéssel. Oktatói tevékenységét nyugdíjba vonulása után is folytatja.
Miskolcra érkezése után azonnal bekapcsolódott a helyi zenei életbe, hamarosan a miskolci hangversenyek kedvelt, népszerű előadója lett – szóló-, zenekari kíséretes és kamarahangversenyeken egyaránt. Külföldön is sikerrel szerepelt, Európa számos országában fellépett. Gyakran lépett fel feleségével, Sikorszky Erzsébet hegedűművésszel, akivel kamarakoncerteket adott. Kirobbanó sikert hoztak számára a 70., 75. és a 80. születésnapja alkalmából adott koncertjei is.
Szerteágazó tevékenysége elismeréseként Miskolc városa kétszer is (1970-ben és 1978-ban) kitüntette a város zenei nagydíjával, a Reményi Ede-díjjal. 2003-ban feleségével együtt kapta meg Miskolc Pro Urbe-díját.